# Luis Valoy
Luis Américo Valoy (La Banda, Santiago del Estero; 1 de enero de 1958 - 6 de julio de 2025) fue un futbolista argentino que jugaba de volante.

## Trayectoria

### Sarmiento (LB)
Valoy se inició en Sarmiento de La Banda, dónde debutó a los 15 años, en 1973. Con el equipo bandeño se coronó bicampeón de la Liga Santiagueña en 1978 y 1979.

### Atlético Tucumán
En 1978 llegaría a Atlético Tucumán, ese año se consagraría campeón de la Liga Tucumana y participó del Nacional de 1978, donde terminó tercero de su zona, empatando en puntos con Huracán, pero con menor diferencia de gol, lo que determinó la no clasificación del conjunto decano. En 1979 se coronaría bicampeón de la Liga Tucumana y tendría una gran actuación en el Nacional de 1979, colocándose segundo de su zona, igualando en puntos con Racing, y avanzaría a la siguiente fase, donde eliminó a Instituto, pero caería en semifinales ante Unión. 1981 sería su último año en el club.

### Racing Club
En 1982 llega a Buenos Aires, para jugar en Racing Club. En la academia jugó hasta 1983, dónde el equipo de Avellaneda perdió la categoría.

### Morón
En el 1984 llegó a Morón y en su primer año clasificó al octogonal del Campeonato de Primera B, pero caería ante su ex equipo, Racing. Jugó en el gallito hasta 1986.

### Chacarita
En 1986 llega a Chacarita para disputar el flamante Nacional B. Jugó solamente una temporada en el funebrero.

### Laferrere
Jugó en Laferrere en la temporada 1987/88. 

### All Boys
En la temporada 1988/89 tuvo un breve pasó por All Boys.

### Argentino de Quilmes
Para la siguiente temporada pasó a Argentino de Quilmes, donde disputó una temporada. 

### Central Córdoba (S)
En 1990 volvió a su provincia natal para jugar en Central Córdoba, equipo que estaba comprometido con el promedio. A final de temporada el equipo santiagueño tuvo que jugar un desempate por el descenso ante Tigre, el ferro ganó 3 a 0 y salvó la categoría. Valoy se retiró en 1994.

## Clubes
| Club                 | País      |
| -------------------- | --------- |
| Sarmiento (LB)       | Argentina |
| Atlético Tucumán     | Argentina |
| Racing Club          | Argentina |
| Morón                | Argentina |
| Chacarita            |           |
| Laferrere            |           |
| All Boys             | Argentina |
| Argentino de Quilmes | Argentina |
| Central Córdoba      | Argentina |

## Palmarés
| Título           | Equipo           | País      | Año  |
| ---------------- | ---------------- | --------- | ---- |
| Liga Santiagueña | Sarmiento (LB)   | Argentina | 1975 |
| Liga Santiagueña | Sarmiento (LB)   | Argentina | 1976 |
| Liga Tucumana    | Atlético Tucumán | Argentina | 1978 |
| Liga Tucumana    | Atlético Tucumán | Argentina | 1979 |